# Amplified // A Decade of Reinventing the Cello
Amplified // A Decade of Reinventing the Cello é um álbum de greatest hits da banda Apocalyptica, lançado a 30 de Maio de 2006.
Este disco contém duas novas faixas, "Repressed" e Slayer's "Angel of Death."
| Críticas profissionais                                                      | Críticas profissionais |
| Avaliações da crítica                                                       | Avaliações da crítica  |
| Fonte                                                                       | Avaliação              |
| --------------------------------------------------------------------------- | ---------------------- |
| RockReviews                                                                 | 7/10                   |
| allmusic                                                                    | [ 2 ]                  |
| Esta tabela precisa de ser acompanhada por texto em prosa. Consulte o guia. |                        |

## Faixas
Disco 1: Instrumental
1. "Enter Sandman" - 3:41
2. "Harmageddon" - 4:56
3. "Nothing Else Matters" - 4:48
4. "Refuse/Resist" - 3:13
5. "Somewhere Around Nothing" - 4:10
  - do álbum Reflections
6. "Betrayal/Forgiveness" - 5:13
  - do álbum Apocapyptica
7. "Farewell" - 5:32
  - do álbum Apocalyptica
8. "Master of Puppets" - 6:03
9. "Hall Of the Mountain King" - 3:29
  - do álbum Cult
10. "One" - 5:45
11. "Heat" - 3:22
  - do álbum Reflections
12. "Cohkka" - 4:29
  - do álbum Reflections
13. "Kaamos" - 4:44
  - do álbum Cult
14. "Deathzone" - 4:36
  - do álbum Apocalyptica
15. "Angel of Death" - 3:52

Disco 2: Vocais
1. "Repressed" (com Max Cavalera e Matt Tuck) - 4:27
2. "Path Vol.2" - 3:24
3. "Bittersweet" - 4:26
  - do álbum Apocalyptica
4. "Hope Vol.2" - 4:03
5. "En Vie" - 3:28
6. "Faraway Vol.2" - 5:12
7. "Life Burns!" - 3:08
  - do álbum Apocalyptica
8. "Seemann" - 5:20